# Flavanonol

Squelette de base des flavanonols

Les flavanonols (3-hydroxyflavanone ou 2,3-dihydroflavonol) sont une classe de flavonoïdes dérivant de la 3-hydroxy-2,3-dihydro-2-phenylchromén-4-one.
On peut notamment citer parmi les flavanonols la taxifoline (ou dihydroquercétine) et l'aromadédrine (ou dihydrokaempférol)

## Métabolisme
Les flavanonols sont impliqués dans certains métabolismes. On peut citer parmi les enzymes produisant ou interagissant avec les flavanonols : 
- la flavanone 3-dioxygénase
- la flavonol synthase
- la dihydroflavonol 4-réductase

## Hétérosides
Comme de nombreux flavonoïdes, les flavanonols sont présents dans la nature sous forme d'hétérosides. Le chrysandroside A et le chrysandroside B sont présents dans les racines de  Gordonia chrysandra. Le xéractinol, un dihydroflavonol C-glucoside, a été isolé dans les feuilles de Paepalanthus argenteus var. argenteus. 
Des hétérosides de dihydro-flavonols (astilbine, néoastilbine, isoastilbine, néoisoastilbine, (2R, 3R)-taxifoline-3'-O-bêta-D-pyranoglucoside) ont été identifiés dans le rhizome de Smilax glabra. 